# Marco Corti
Pour les articles homonymes, voir Corti.
Marco Corti (né le 2 avril 1986 à Bergame) est un coureur cycliste italien, professionnel entre 2008 et 2013.

## Biographie
Marco Corti est le fils de Claudio Corti ancien coureur cycliste et directeur sportif.

## Palmarès
- 2004
  - Brescia-Monte Magno
  - 2e du Tre Ciclistica Bresciana
- 2006
  - 3e du Gran Premio Palio del Recioto

## Résultats sur les grands tours

### Tour d'Italie
- 2010 : 139e

## Classements mondiaux
| Année           | 2006 | 2007 | 2008 | 2009  |
| --------------- | ---- | ---- | ---- | ----- |
| UCI Europe Tour | 440e |      |      | 1255e |